# 寰宇全圖
《寰宇全圖》（拉丁語：Theatrum Orbis Terrarum），原文直譯為《世界土地劇場》，也可譯作《世界舞台》、《地球大觀》，被認為是第一份真正的現代地圖集。此書是亞伯拉罕·奥特柳斯在吉利斯·霍夫特曼極力鼓勵下撰寫而成。 最初於1570年5月20日在安特衛普付印，由一組制式地圖和解說文本裝訂成冊，以特製銅版印刷。奧特里烏斯世界地圖有時被稱為16世紀地圖學的總結。寰宇全圖的出版通常被認為正式開啟了荷蘭地圖學的黃金時代（大约 1570-1670 年代）。

## 內容
該地圖集幾乎沒有地圖出自奥特柳斯之手，但有53幅標明來源的其他大師所製作的地圖合集，如下方來源所示。此前，不同的地圖組合只會是由個人下單定製，批次發佈。然而，這些地圖在奥特柳斯地圖集中採用了相同的風格和尺寸，由銅板印刷而成，並按大陸、地區和州的邏輯排列。除了地圖之外，他還在背面提供了描述性評論和參考資料。這是首度將西歐對於世界的知識匯集到一本書。
在參考書目中的「作者名錄」（Catalogus Auctorum）部分，不僅提到了33位記錄在《Theatrum》中的製圖師的作品（這在當時還不是慣例），而且還提到了奥特柳斯所知道的16世紀的製圖師，總共87位。這份名錄在每個拉丁文版本中都有所增長，在1601年收錄了多達183個名字。這些來源所提到的名字列舉如下：
在世界地圖方面，賈科莫·加斯塔爾迪（Giacomo Gastaldi）的《世界地圖》（1561年）；選戈·古鐵雷斯（Diego Gutierrez）的《porto Avenue of the Atlantic coast》（1562年），傑拉杜斯·麥卡托的《世界地圖》（1569年），其中有8張地圖來自《Theatrum》。
在歐洲地圖方面，他參考了麥卡托的《wall map》、烏勞斯·馬格努斯的《斯堪地那維亞地圖》（1539年），亞洲地圖參考了他自己於1567年繪製的《亞洲地圖》，而這張地圖是受到加斯塔爾迪（1559年）的啟發。非洲地圖則又提到加斯塔爾迪。
奥特柳斯的這項工作包括收集最佳地圖，並親自加以完善，將其合併為一張地圖或分成多張地圖，並採用相同的尺寸（對開頁約為35 x 50釐米）。不過他未將命名和位置坐標標準化。

## 版本
在《寰宇全圖》首次出版後，奥特柳斯會定期修訂並擴充地圖集，以各種格式重新發行，直到1598年逝世。從最初第一版（1570年）的70幅地圖和87個參考書目，到1612年第31版的地圖集已增加到183個參考書目和167幅地圖。

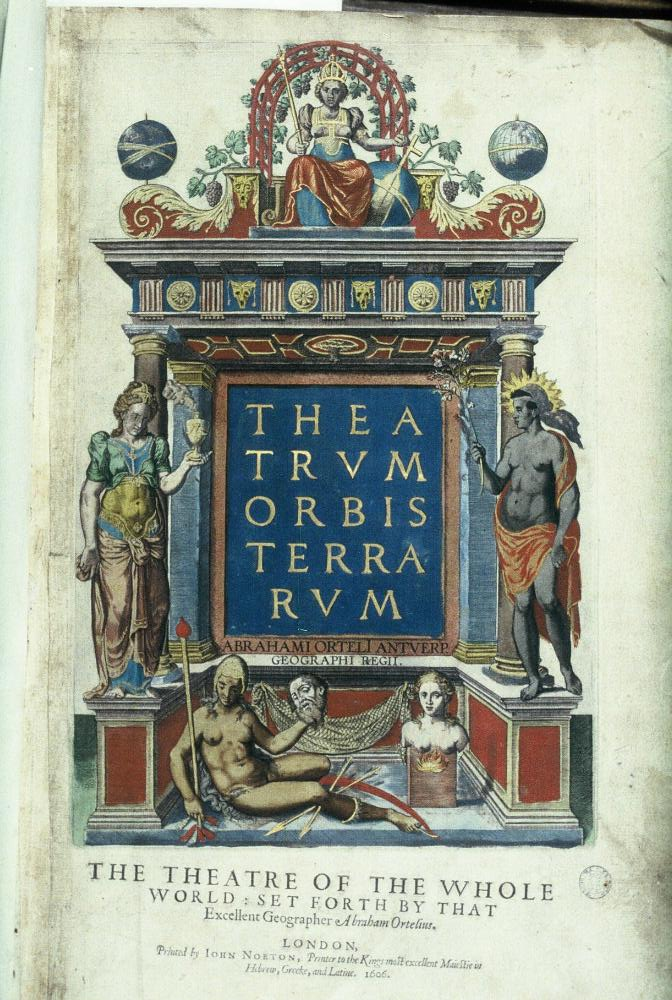
1606年版的扉頁上有代表各大洲的女性人物

## 圖庫

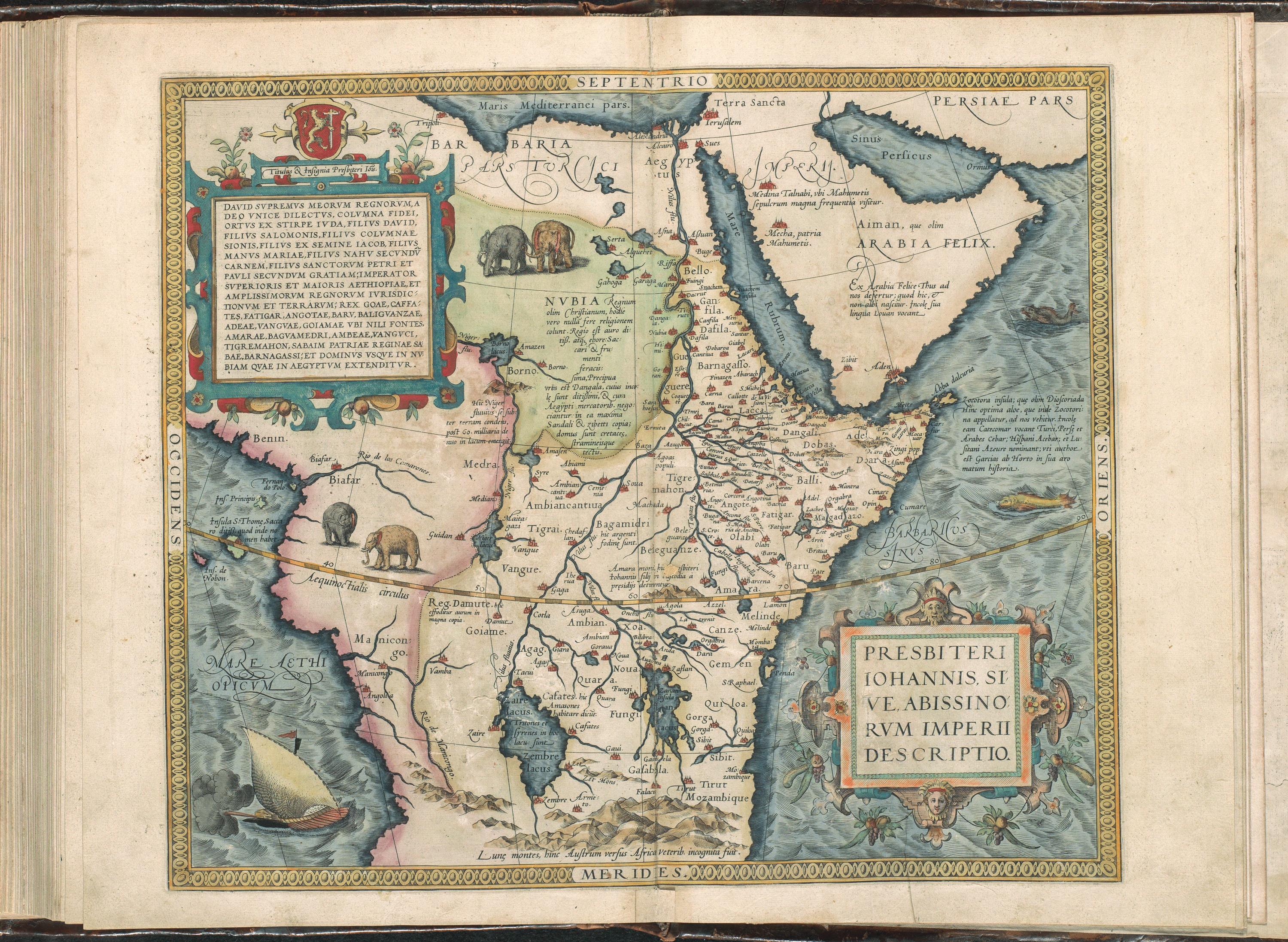
非洲和阿拉伯半島
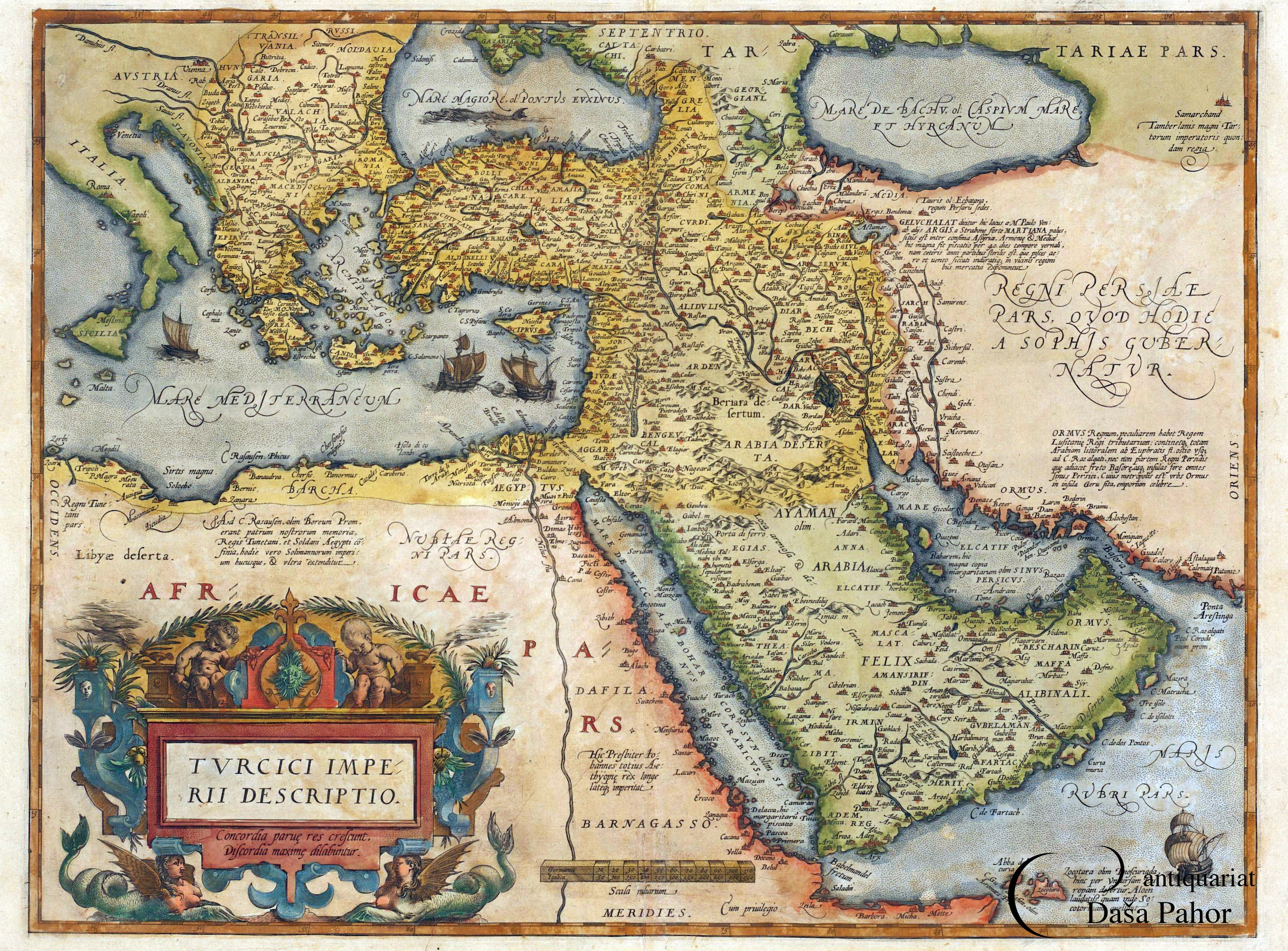
土耳其帝國
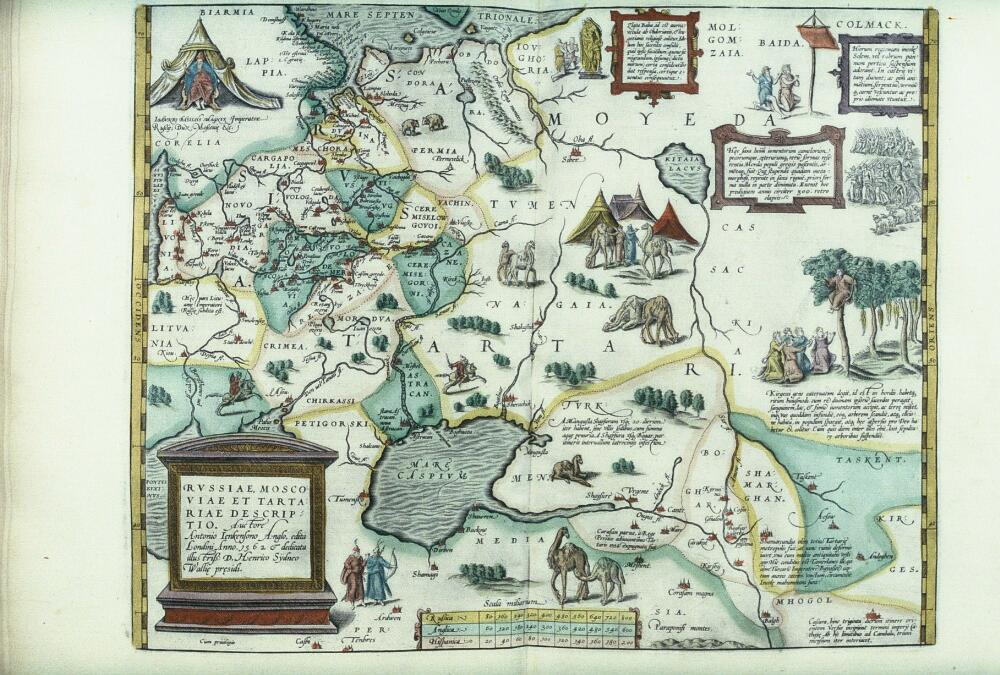
俄羅斯和韃靼利亞
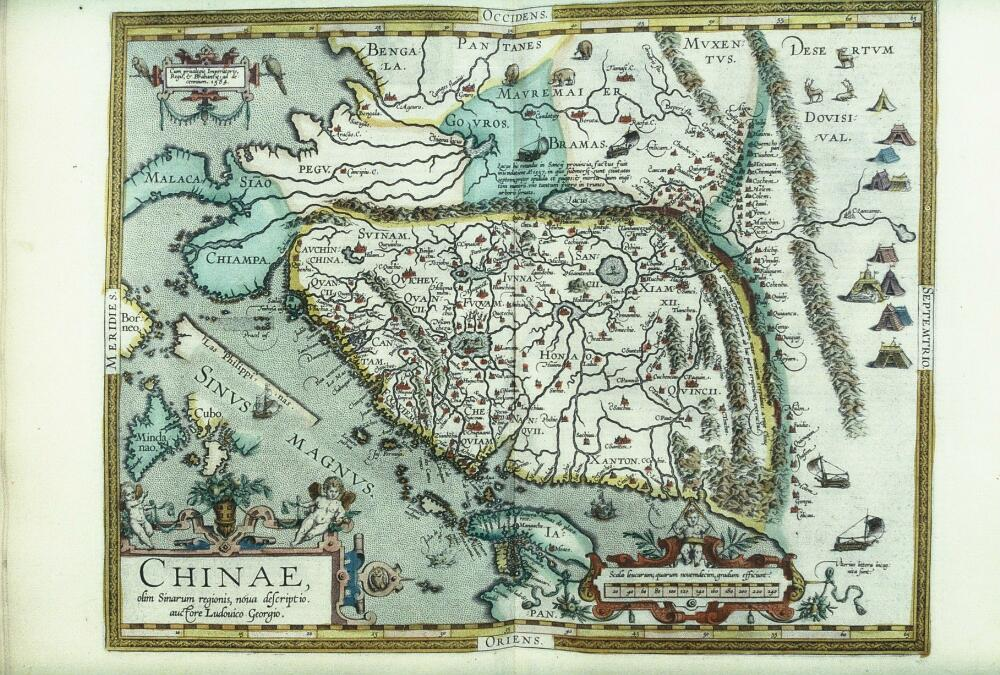
中國和東南亞，西邊朝上
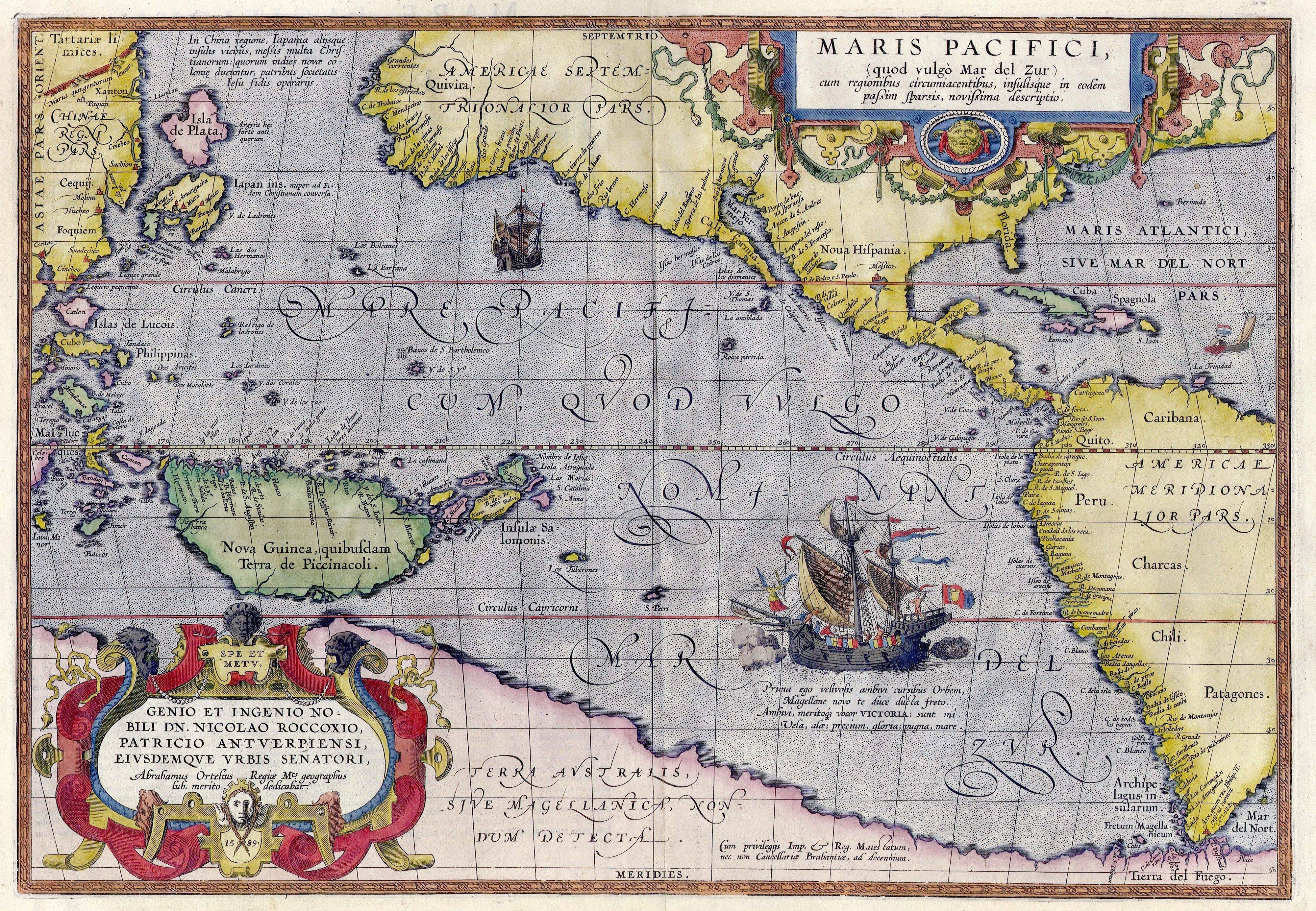
包含未知的南方大陸的太平洋地圖（Maris Pacifici）
波蘭和立陶宛
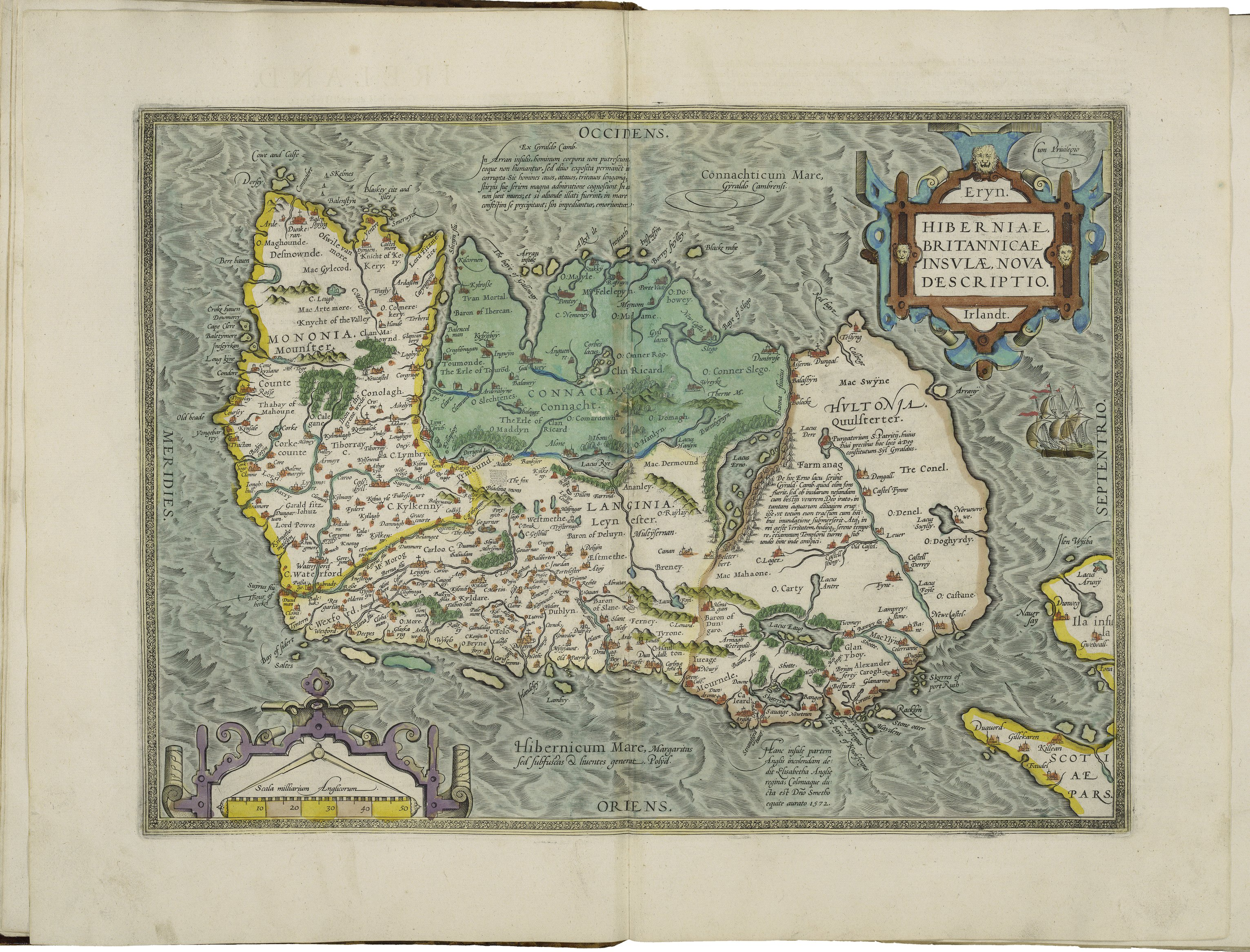
希伯尼亞（愛爾蘭的拉丁名）

## 筆記
1. ↑  16世紀義大利製圖師彼得羅·科波（Pietro Coppo）的《德薩馬托提烏斯世界地圖集》（De Summa totius Orbis，1524-1526）是第一部系統排列、統一尺寸的地圖作品，打算以書籍形式出版，代表了第一部現代地圖集。儘管如此，傳統上還是將此一殊榮授予亞伯拉罕·奧特柳斯的《寰宇全圖》[3]